# Carmine (Rebsorte)
Die Rotweinsorte Carmine ist eine Neuzüchtung zwischen (Carignan x Cabernet Sauvignon) und Merlot. Die Kreuzung erfolgte im Jahre 1946 durch Harold Olmo an der University of California in Davis. Die Markteinführung der Rebsorte erfolgte 1976.
Die Muttersorte (Carignan x Cabernet Sauvignon) mit dem Namen F2-7 entstand schon im Jahre 1936 im Zuge der Entwicklung der Sorte Ruby Cabernet. Züchtungsziel war es, eine Sorte speziell für die trockenen und heißen Verhältnisse des Central-Valley-Bereichs in Kalifornien zu kreieren. 
Die sehr ertragsstarke Sorte (50 Prozent mehr Ertrag als Cabernet Sauvignon) wird zumeist für Verschnitte verwendet.
Aktuell sind nur kleine Bestände in Kalifornien (→ Weinbau in Kalifornien) und Oregon (→ Weinbau in Oregon) mit der Sorte Carmine bestockt.  Da die Sorte kaum nachgepflanzt wird, nehmen die Bestände wahrscheinlich noch ab.
Siehe den Artikel Weinbau in den Vereinigten Staaten sowie die Liste von Rebsorten.
Abstammung: (Carignan x Cabernet Sauvignon) x Merlot.

## Ampelographische Sortenmerkmale
In der Ampelographie wird der Habitus folgendermaßen beschrieben:
- Die Triebspitze ist offen. Sie ist weißwollig behaart, mit leicht karminrotem Anfug. Die Jungblätter sind leicht spinnwebig  behaart und von gelblicher Farbe.
- Die großen Blätter sind fünflappig und mitteltief gebuchtet. Sie ähneln den Blättern des Cabernet Sauvignon. Die Stielbucht ist V-förmig offen. Das Blatt ist stumpf gezahnt. Die Zähne sind im Vergleich zu anderen Sorten klein.
- Die rundlichen Beeren sind klein und von blauschwarzer Farbe. Der Geschmack der Beeren ist eigenwillig.

Die wuchskräftige Rebsorte gilt als spät reifend. Die Erträge sind meist sehr hoch, so dass durch eine gezielte Reberziehung eine Ertragsminderung durchgeführt werden muss, um gute Weinqualitäten zu erzielen.